# Matrimonio a la argentina
Matrimonio a la argentina es una película de Argentina filmada en colores dirigida por Enrique Carreras sobre el guion de Ariel Cortazzo según la obra Sexteto, de Ladislao Fodor que se estrenó el 28 de marzo de 1968 y que tuvo como protagonistas a Rodolfo Bebán, Mercedes Carreras y Jorge Barreiro.
La película es una remake de Cuando besa mi marido, dirigida por Carlos Schlieper en 1950 y ambas están basadas en una obra de Fodor. Posteriormente hubo una tercera versión sobre la misma obra, titulada Los reyes del sablazo, dirigida por Enrique Carreras en 1984.

## Sinopsis
Los esfuerzos de un marido para ocultar sus infidelidades a su cónyuge.

## Reparto
- Rodolfo Bebán	 como	Guillermo Vélez
- Mercedes Carreras	 como	Luisa Bustos
- Jorge Barreiro	 como	Octavio Bustos
- Norberto Suárez como Ernesto
- Tono Andreu	 como	Enrique
- Teresa Blasco como Ana
- Cristina Del Valle como Claudia
- Marta Ecco	 como Sirena
- Rosángela Balbó

## Comentarios
César Magrini en El Cronista Comercial dijo:

”Colores chillones, exteriores y vestuarios más chillones aún, mal gusto por los cuatro costados estrepitoso nuevorriquismo, un argumento sentimentalón, chirle…El libreto es un absurdo macaneo sobre un matrimonio cuyos dos integrantes …parecen todo el tiempo salidos, ella en la peluquería , él en una boutique masculina.”

Manrupe y Portela escriben:

”Remake...que tiene todo para envidiarle al original.”